# إرنست غريفز
إرنست غريفز (بالإنجليزية: Ernest Graves)‏ هو ممثل أمريكي، ولد في 5 مايو 1919 في شيكاغو في الولايات المتحدة، وتوفي في 1 يونيو 1983 في نيويورك في الولايات المتحدة.

## وصلات خارجية
- إرنست غريفز على موقع IMDb (الإنجليزية)
- إرنست غريفز على موقع أول موفي (الإنجليزية)
- إرنست غريفز على موقع قاعدة بيانات برودواي على الإنترنت (الإنجليزية)
- إرنست غريفز على موقع قاعدة بيانات الأفلام السويدية (السويدية)
- إرنست غريفز على موقع قاعدة بيانات الفيلم (الإنجليزية)
- إرنست غريفز على موقع كينوبويسك (الروسية)